# 小泉英明
小泉 英明（こいずみ ひであき、1946年 - ）は、日本の物理学者、脳科学者。東京都出身。

## 経歴・人物
弟は文化人類学者で大阪大学名誉教授の小泉潤二。妻はソプラノ歌手で国立音楽大学教授の小泉惠子。十二代市川團十郎は幼稚園の同期生。
1962年東京学芸大学附属世田谷中学校卒業。1965年東京都立日比谷高等学校卒業。1971年東京大学教養学部基礎科学科卒業、日立製作所入社。偏光ゼーマン原子吸光法の創出と実用化により、1976年東京大学理学博士。日立基礎研究所所長、日立製作所役員待遇フェロー。東京大学先端科学技術研究センター客員教授、日本工学アカデミー副会長。内閣府日本学術会議連携会員。欧米・豪州の研究機関のアドバイザーを兼務。中国工程院外国籍院士・東南大学名誉教授。科学技術振興機構領域総括・研究総括、日本分析化学会会長。

## 著書
- 『脳は出会いで育つ 「脳科学と教育」入門』青灯社 2005
- 『脳科学の真贋 神経神話を斬る科学の眼』日刊工業新聞社 B&Tブックス 2011
- 『脳の科学史 フロイトから脳地図、MRIへ』角川SSC新書 2011
- 『アインシュタインの逆オメガ 脳の進化から教育を考える』文藝春秋 2014

### 共編著
- 『環境計測の最先端』編 三田出版会 1998
- 『育つ・学ぶ・癒す脳図鑑21』編著  工作舎  2001 ISBN 978-487502352-4
- 『幼児期に育つ「科学する心」 すこやかで豊かな脳と心を育てる7つの視点』秋田喜代美,山田敏之共編著 小学館 2007
- 『脳科学と芸術 恋う・癒す・究める』編著  工作舎  2008  ISBN 978-4875024149
- 『乳幼児のための脳科学 DVDブック子どもたちは未来 別巻』編著 多賀厳太郎,安藤寿康,安梅勅江著 フリーダム 2010
- 『脳科学と学習・教育』編著 明石書店 2010
- 『子育て錦を紡いだ保育実践 ヒトの子を人間に育てる』宍戸健夫,秋葉英則,太田篤志,原陽一郎,石木和子共編著 エイデル研究所 2011
- 『童の心で 歌舞伎と脳科学』市川團十郎対談  工作舎  2012  ISBN 978-4875024446

## 論文
- Cinii